# Ptiloglossa hemileuca
Ptiloglossa hemileuca är en biart som beskrevs av Jesus Santiago Moure 1944. Ptiloglossa hemileuca ingår i släktet Ptiloglossa och familjen korttungebin. Inga underarter finns listade i Catalogue of Life.